# Astra 2B

Astra 2B на 28.2 ° с.д. це супутникове телебачення з SES Global, заснований в  Betzdorf в Люксембург, який встановлений для прийому телеканалів у Європі. Обидва (залежно від моделі E2000 € Зірка + супутника та його вантажопідйомність була спроєктована і побудована компанією Astrium.
Він був заснований в 2000 році  Куру в Французька Гвіана переноситься в просторі. Існуючих резервних потужностей для Astra G-група, однак, не можуть використовуватися на 28.2 ° східної довготи, тому що цей діапазон частот розташовані на 28,5 градусах на схід від Птахи € 1 по Eutelsat використання.

## Прийом
Супутник приймається у Європі та на  Близькому Сході. Передача здійснюється в Ku-діапазоні.